# Sal, Cabo Verde
Sal (trong tiếng Bồ Đào Nha nghĩa là "muối") là một hòn đảo ở Cabo Verde. Sal là một điểm đến du lịch với những bãi biển cát trắng và hơn 350 ngày nắng mỗi năm. Đây là một trong ba hòn đảo phía đông đầy cát trắng của quần đảo Cabo Verde ở trung tâm Đại Tây Dương, 350 mi (560 km) ngoài khơi bờ biển phía tây châu Phi. Cabo Verde nổi tiếng với bộ môn lướt ván diều quanh năm, khu bảo tồn rùa quản đồng lớn - nơi những chú rùa nở từ tháng 7 đến tháng 9, cùng với nền âm nhạc đặc sắc gắn liền với danh ca Cesária Évora.